# Ральф Роуз
Ральф Уолдо Роуз (англ. Ralph Waldo Rose; 17 березня 1885, Хілдсберг, Каліфорнія — 16 жовтня 1913, Сан-Франциско) — американський легкоатлет, триразовий чемпіон і призер літніх Олімпійських ігор.
На перших своїх Іграх 1904 в Сент-Луїсі Роуз став чемпіоном у штовханні ядра, срібним призером у метанні диска, бронзовим медалістом в метанні молота і шостим в метанні ваги в 56 фунтів.
На Олімпіаді 1908 в Лондоні Роуз, який також був прапороносцем своєї збірної під час церемонії відкриття, захистив свій титул в штовханні ядра. Він також виступав за свою команду в перетягуванні каната, але вони програли у чвертьфіналі. Через рік на змаганнях в Сан-Франциско Роуз встановив перший офіційний світовий рекорд — 15,54 м — в штовханні ядра, що протримався до 1928 року.
Під час Олімпійських ігор 1912 року в Стокгольмі Роуз став чемпіоном у штовханні ядра двома руками (результати з обох рук підсумовувалися) і посів друге місце в штовханні ядра однією рукою.
Помер від черевного тифу у віці 28 років.